# Amauris albimacula
Amauris albimacula är en fjärilsart som beskrevs av Aurivillius 1911. Amauris albimacula ingår i släktet Amauris och familjen praktfjärilar. Inga underarter finns listade i Catalogue of Life.